# چنبران
چمبران، روستایی از توابع بخش مرکزی شهرستان نیشابور در استان خراسان رضوی ایران است.این روستا دارای استخر جمع آوری آب قنات است.

## جمعیت
این روستا در دهستان ریوند قرار دارد و براساس سرشماری مرکز آمار ایران در سال ۱۳۸۵، جمعیت آن ۳۸۴ نفر (۹۷خانوار) بوده‌است.